# Халл, Чак
Чарльз Халл (англ. Charles W. Hull, родился 12 мая 1939 года в Клифтоне, штат Колорадо) — соучредитель, исполнительный вице-президент и главный директор по технологиям компании 3D Systems. В 1984 году запатентовал аппарат для стереолитографии.

## Награды
- Премия Ранка (1995)
- Вашингтонская премия (2017)
- Национальная медаль США в области технологий и инноваций (2023)